# Drake Nevis
Drake M. Nevis (Thibodaux, 8 maggio 1989) è un giocatore di football americano statunitense che gioca nel ruolo di defensive end per i San Diego Chargers della National Football League (NFL). Fu scelto nel corso del terzo giro (87º assoluto) del Draft NFL 2011 dagli Indianapolis Colts. Al college ha giocato a football all'Università della Louisiana con cui vinse il titolo nazionale.

## Carriera professionistica

### Indianapolis Colts
Classificato come uno dei migliori prospetti tra i defensive end disponibili, Nevis fu scelto nel corso del giro del Draft 2011 dagli Indianapolis Colts. Nella sua stagione da rookie disputò 5 partite, nessuna delle quali come titolare, mettendo a segno 19 tackle e un passaggio deviato.

### San Diego Chargers
Il 1º settembre 2013, dopo essere stato svincolato, Nevis firmò coi San Diego Chargers.

## Vittorie e premi
Nessuno

## Statistiche
| Partite totali      | 9   |
| Partite da titolare | 3   |
| Tackle totali       | 35  |
| Sack                | 1,0 |
| Intercetti          | 0   |

Statistiche aggiornate alla stagione 2012